# Milan Dunđerski
Milan Dunđerski (1952-2007) je bio jugoslovenski i srpski pesnik i kulturni poslenik.

## Biografija
Milan Dunđerski je rođen 1952. godine u Srbobranu. Odrastao je u porodici skromnog srbobranskog zemljoradnika, koja nije bila u direktnoj srodničkoj vezi sa bogatom familijom Dunđerski. Do polaska u srednju školu, kada je njegov otac kupio kuću u delu naselja Srbobran pod nazivom Unčić, Milan Dunđerski je detinjstvo proveo na salašu. Kao učenik Srbobranske gimnazije bio je pod znatnim uticajem zapadne popularne kulture, novog senzibiliteta kasnih 60-ih i omladinskog hipi pokreta, a zbog ispoljenog literarnog talenta i glasovnih kvaliteta izabran je za honorarnog saradnika Radio Srbobrana.
Godine 1981. godine diplomirao Jugoslovensku književnost na Filozofskom fakultetu u Novom Sadu. Direktor Radio Srbobrana je bio u desetogodišnjem mandatu, a kao nastavnik srpskog jezika radio je u više navrata u Srbobranskoj gimnaziji i OŠ „Vuk Karadžić”.
Poeziju je najčešće objavljivao u novosadskim časopisima Polja i Zlatna greda, a nekoliko njegovih pesama iz različitih zbirki prevedeno je na mađarski jezik i publikovano u dnevnom listu Mađar so. Na sednici Upravnog odbora Matice srpske, koja je održana 19. aprila 2004. godine, Milan Dunđerski je izabran za redovnog člana. Zaslužan je za osnivanje književne nagrade „Lenkin prsten” za najlepšu ljubavnu pesmu, a u čast Lenke Dunđerski i Laze Kostića.
Umro je 2007. godine, posle kraće i teške bolesti.

## Književna karijera
Poeziju je počeo da objavljuje 1970. godine, još kao student jugoslovenske književnosti u zrenjaninskom  časopisu Ulaznica, koju je uređivao Vujica Rešin Tucić, kao i u novosadskom studentskom listu Indeks. Prvu pesničku zbirku pod naslovom Okovan rebrima, objavio je 1973. godine, i to u ediciji Prva knjiga Matice srpske, koja je pre svega imala za cilj da pruži šansu mladim, talentovanim pesnicima. Dr Draško Ređep, glavni i odgovorni urednik ove edicije, u časopisu Odjek je 1973. godine objavio kritički književni prikaz o  značajnim predstavnicima najmlađe vojvođanske generacije pesnika, među kojima je bio i Milan Dunđerski.
Milan Dunđerski je bio saradnik i urednik srpske redakcije „Tribine mladih” od 1973. do 1977. godine, koja je, kao jedan od najprogresivnijih omladinskih kulturnih centara u zemlji, okupljala talentovane i slobodoumne stvaraoce iz Vojvodine i značajne intelektualce iz svih republika SFRJ i inostranstva. Dunđerski je bio i član redakcije časopisa Polja od 1976. do 1984. godine, časopisa koji je delovao u sklopu „Tribine mladih”.
Milan Dunđerski je za života objavio četiri zbirke poezije. Nakon njegove smrti, 2008. godine posthumno je objavljena knjiga koju čine prethodno objavljene pesama iz Milanovih knjiga i neobjavljene pesme iz njegove rukopisne zaostavštine, koja se sastojala iz nezavršene zbirke sa radnim naslovom „Igre”. Ovu knjigu je priredio predsednik Društva književnika Vojvodine Jovan Zivlak koji je prilikom njene promocije u u Galeriji Doma kulture Srbobran, 2008. godine o Milanu je izjavio sledeće: „Spada u red značajnijih srpskih pesnika. Dunđerski je bio skroman čovek, ali veliki i znameniti, značajan pisac.”
Godine 2018. priređena je knjiga pod naslovom „Pesnik je poput Prometeja”, koja je objavljena kao dvojezično izdanje, na srpskom i mađarskom jeziku. Čini je izbor iz poezije Milana Dunđerskog. Knjigu je priredila Mirjana Grujić Stanić. Predgovor za knjigu je napisao Milan Đorđević a prevod sa srpskog na mađarski jezik uradila je Jolanka Kovač. Naredne godine pokrenuta je i pesnička nagrada koja nosi njegovo ime.

## Nagrade
Milan Dunđerski je dobitnik nekoliko značajnih književnih nagrada. Za poeziju objavljenu u časopisu Indeks 1973. godine dobio je prestižnu nagradu Brankovog kola „Pečat varoši sremskokarlovačke”, koju je redakcija uglednog studentskog lista tradicionalno dodeljivala mladim jugoslovenskim pesnicima. Odluku o laureatu je doneo žiri koji je radio u sastavu: Miodrag Pavlović, Ljubomir Simović, Pero Zubac, Jovan Zivlak i Vladimir Stanić. Iste godine, dobio je i najviše društveno priznanje od rukovodećih ljudi Opštine Srbobran, koji su mu zbog izuzetnog dostignuća na polju kulture uručili „Oktobarsku nagradu”. Sledeće godine dobio je nagradu „Stražilovo” za najbolju knjigu u poslednjih godinu dana u izdanju istoimene edicije. Žiri ove prestižne književne nagrade su sačinjavali: Pero Zubac, Vladimir Bogdanović i Jovan Dunđin. Udruženje radiodifuzne organizacije Vojvodine 1992. godine nagradilo ga je za esej protiv rata, nacionalističke političke instrumentalizacije kulture i gušenja slobode mišljenja, koji je pročitao u emisiji Dnevnik urednika Radio Srbobrana.

## Zbirke poezije Milana Dunđerskog
- zbirka poezije „Okovan rebrima” (Matica srpska, Novi Sad, 1973)
- zbirka poezije „Mrtva priroda” (Srpska čitaonica i knjižnica, Novi Sad - Irig, 1979)
- zbirka poezije „Anatom senke” (Bratstvo-Jedinstvo, Novi Sad, 1986)
- zbirka poezije „Pluralia tantum ili Mesec iznad Tise” (Narodna biblioteka, Srbobran, 2003)
- posthumna zbirka poezije „Pesme 1973–2007” (Društvo književnika Vojvodine, 2008)
- posthumna zbirka poezije na srpskom i mađarskom jeziku „Pesnik je poput Prometeja” (Prometej, Novi Sad, 2018)

## Pesnička nagrada „Milan Dunđerski”
Na inicijativu profesora Srbobranske gimnazije Milana Đorđevića, Narodna biblioteka Srbobran je 2019. godine ustanovila pesničku nagradu „Milan Dunđerski” sa željom da se njegovo ime trajno sačuva, a da njegovo delo inspiriše mlade pesnike. Nagrada se dodeljuje u dve kategorije: za najbolju pesmu učenika srednje škole i za najbolju pesmu studenata u zemlji i inostranstvu. Na konkursu učešće uzimaju mladi pesnici koji pišu na srpskom i mađarskom jeziku. Žiri za pesničku nagradu čine: dr Ana Stjelja (predsednica), dr Hargita Futo Horvat i dr Čila Utaši (članice). Nagrada se dodeljuje svake godine 22. februara, na dan pesnikovog rođenja.

## Spoljašnje veze
- Prikaz knjige „Pesnik je poput Prometeja”
- Ustanovljena pesnička nagrada „Milan Dunđerski”
- Manifestacija Lenkin prsten